# Злі й гарні
«Злі й гарні» (англ. The Bad and the Beautiful) — американська мелодрама Вінсента Міннеллі 1952 року з Ланою Тернер в головній ролі.

## Сюжет
Історія зльоту і падіння Джонатана Шилдса, безжального й одержимого голлівудського продюсера, згадують найближчи йому людей, яких він зрадив в той чи інший момент — кінозірка Джорджія Лоррісон, режисер Фред Еміел і сценарист Джеймс Лі Бартлоу.
Тільки кіно існувало для Шилдс, тільки заради нього він жив, і тільки успіх хвилював його душу… Роль могла бути списана з Вела Льютона, екстравагантного продюсера 40-х, автора «Людей-кішок». Але, найімовірніше, прототипом послужив Девід Сельцник, коли він був ще продюсером фільмів категорії «Б» і лише мріяв про «Віднесених вітром».
Персонаж Лани Тернер легко ідентифікувати з Діаною Беррімор, а Діка Пауелла (1904—1963) — з письменником Френсісом Скоттом Фіцджеральдом, чий роман з Голлівудом закінчився гірко.

## У ролях
- Лана Тернер — Джорджія Лоррісон
- Кірк Дуглас — Джонатан Шилдс
- Волтер Піджон — Гаррі Пеббел
- Дік Пауелл — Джеймс Лі Бартлов
- Беррі Салліван — Фред Аміель
- Глорія Грем — Розмарі Бартлов
- Гілберт Роланд — Віктор «Гаучо» Рібера
- Лео Г. Керрол — Генрі Уітфілд
- Ванесса Браун — Кей Аміель
- Пол Стюарт — Сід Мерфі
- Каарен Верне

## Нагороди й номінації

### Нагороди
«Оскар»:
- 1953 — Найкраща жіноча роль другого плану (Глорія Грем)
- 1953 — Найкращий сценарій-адаптація
- 1953 — Найкраща робота художника-постановника (Седрік Гіббонс, Едвард Карфагно, Едвін Вілліс, Кіог Глізон)
- 1953 — Найкраща операторська робота (Роберт Сертіс)
- 1953 — Найкращий дизайн костюмів (Хелен Роуз)

### Номінації
«Оскар»: 
- 1953 — Найкраща чоловіча роль (Кірк Дуглас)

«Золотий глобус»:
- 1953 — Найкраща чоловіча роль другого плану — Кінофільм (Гілберт Роланд)
- 1953 — Найкраща жіноча роль другого плану — Кінофільм (Глорія Грем)

BAFTA:
- 1954 — Найкращий фільм